# Szögi Géza
Szögi Géza (Szeged, 1902. március 11. – Vác, 1952. június 19.) magyar jogász, szélsőjobboldali politikus, országgyűlési képviselő, a Szálasi-kormányban a miniszterelnökség politikai államtitkára.

## Élete
Szögi Sándor sütőmester és Szeles Etelka római katolikus szülők gyermekeként született. Iskoláit szülővárosában végezte, majd a szegedi Ferenc József Tudományegyetem jogi karának hallgatója lett, ahol kitűnő eredménnyel diplomázott és szerezte meg tanulmányai végén a jogi doktorátust. Ügyvédként kezdett praktizálni, tagja lett a városi ügyvédi kamarának is, később, 1943 áprilisában a Magyar Ügyvédek Nemzeti Egyesülete (MÜNE) elnökévé is megválasztották. Közgazdasági, külkereskedelmi és statisztikai tárgyú írásaival több tudományos pályázatot nyert.
1934-ben választották be először a szegedi törvényhatósági bizottságba, ahol hamar feltűnt erősen nacionalista érzelmű és szociális témájú felszólalásaival. Az 1930-as évek közepétől foglalkozott nemzetiszocialista politikával: kezdetben a Festetics Sándor-féle Magyar Nemzeti Szocialista Párt szervezője volt, majd mivel azt nem tartotta elég radikálisnak, átlépett a Hungarista Mozgalomba és annak lett az egyik irányítója.
Az 1939. évi általános választásokon a Nyilaskeresztes Párt jelöltjeként szerzett országgyűlési képviselői mandátumot a szegedi választókerületben. Később, 1944. október 15-ét követően, Szálasi Ferenc kormányában miniszterelnökségi államtitkár és Szöllősi Jenő miniszterelnök-helyettes jogi tanácsadója lett. A nyilas uralom bukása után Szálasival együtt Németországba menekült, ott esett 1945 május elején amerikai fogságba. Mint háborús bűnöst, még az év folyamán hazaszállították.
Perbe fogták és a népbíróság Késmárky Ernő vezette tanácsa 1946. március 6-án életfogytiglani kényszermunkára ítélte. Utóbb azonban a Népbíróságok Országos Tanácsa (NOT), helyt adva azon védekezésének, miszerint tényleges döntéshozatali szerepe nem volt, büntetését tíz év fegyházra mérsékelte. Bűnlajstromán egy korabeli sajtóbeszámoló szerint egyebek mellett az állt, hogy már 1943-tól ő volt a nyilaspárt egyik vezérszónoka és számtalan beszédben hirdette a hungarizmus eszméjét. Szálasi hatalomra jutása után, mint a miniszterelnökség politikai államtitkára, ő vezette a minisztertanácsi jegyzőkönyveket és az ő sugalmazására készítette a minisztertanács az egyre radikálisabb nép- és országellenes törvényeket. Amikor a minisztertanács Kőszegre települt, már ő hallgatta meg az osztályfőnökök referádáját is és ő ajánlotta legerélyesebben az akkor behívott és teljesen fegyvertelen leventeosztagok harcba küldését. Kihallgatóinak állítólag azt vallotta, hogy egy pillanatig sem hitte, hogy az 1944. március 19-i német megszállás a magyar szuverenitás elvesztését jelentheti. Rajongott Szálasiért és Hitlerért, vakon hitt a győzelemben és csak 1945 áprilisában kezdte észrevenni, hogy a német hadsereg bomlóban van.
1942. január 24-én Szegeden feleségül vette Szabó Margitot.
A váci börtönben halt meg, az ottani rabtemetőben nyugszik.

## Művei
- Csonka-Magyarország külkereskedelmi forgalmának jellegzetes vonásai. Közgazdasági Szemle – 1925.